# كيرن كامبل
كيرن كامبل (بالإنجليزية: Kieran Campbell)‏ هو لاعب اتحاد الرغبي أيرلندي، ولد في 6 يوليو 1979 في هيلينغدون ‏ في المملكة المتحدة.